# Быховские
Быховские — русский дворянский род. Родоначальником рода считается Казимир Быховский, владевший населенным имением, которое в 1730 году досталось сыну его Ивану. Потомки последнего служили в коронных и литовских войсках в разных чинах.
В империи Габсбургов также существовал род Быховских (укр. Биховські), который подтвердил своё шляхетское происхождение в королевстве Галиции и Лодомерии..

## Описание герба
В лазоревом щите, увенчанная золотым, о широких концах, крестом серебряная подкова, сопровождаемая в столб, такою же опрокинутою стрелою.
Щит увенчан дворянскими шлемом и короною. Нашлемник: чёрное орлиное крыло, пронзённое в пояс, серебряною стрелою. Намёт: справа — лазоревый, с серебром, слева — лазоревый, с золотом. Герб рода Быхавских (Быховских) внесён в Часть 11 Общего гербовника дворянских родов Всероссийской империи, стр. 48.